# メガロ
メガロ (Megalon) は、『ゴジラ対メガロ』『ゴジラアイランド』に登場する架空の怪獣。別名「昆虫怪獣」。

## 概要
ドリルのような腕と、カブトムシのような角を持つ昆虫型怪獣である。デザインにはカブトムシだけでなく、セミなど複数の昆虫の特徴が取り入れられている。当時は子供たちの間で昆虫ブームが起きていたため、昆虫をモチーフとした怪獣となった。
『地球攻撃命令 ゴジラ対ガイガン』では、検討用台本『ゴジラ対宇宙怪獣 地球防衛命令』および『ゴジラ対ガイガン キングギドラの大逆襲』に新怪獣としてメガロの名が使われているが、その描写は「体からスモッグのようなガスを放射して敏捷に動く」「触角の先端に目がある」など、本作品とはまったく異なるものであった。なお、メガロの原案は元々『ゴジラ・ミニラ・ガバラ オール怪獣大進撃』に登場させる予定であったケラ怪獣「ゲバラ」の転用である。
デザイナーは不明。井口昭彦が担当したと紹介されることもあったが、彼はこれを否定している。NGデザインでは角の形状と配色が異なっていた。特技監督の中野昭慶は、ガイガンやチタノザウルスと同様に、恐竜が原色であったとする説に基づいて赤くすることを検討していたと述べている。
書籍『ゴジラ大百科 [新モスラ編]』では、名称は『空の大怪獣 ラドン』に登場するメガヌロンを継承したものと記述している。また、同書では昆虫型怪獣の守護神という設定は「戦闘神としてのモスラ」をイメージさせると解釈しており、後のバトラにも通じるコンセプトであったと評している。
なお、中野によれば、日本よりアメリカで好評であり、熱狂的なファンが大勢いるという。

## 登場作品
- 映画『ゴジラ対メガロ』（1973年公開）
- テレビ番組『ゴジラアイランド』（1997年放映）

上記のほか、白組のCGクリエイターの上西琢也による短編作品『ゴジラVSメガロ』（2023年）にも登場する。

## 『ゴジラ対メガロ』のメガロ
シートピア海底王国の守護神（守護獣）。人間の何百倍もの視力がある複眼とダイヤモンド以上の硬度を持つ頑強な甲羅のような外殻で覆われた全身を持つ。目は、瞼のようなひさしを昆虫のような半球に被せたものとなっている。飛行時には両腕を合わせ、前胸背板の黒と黄色のまだら模様の外翅を開いて中央の2枚の羽が垂直尾翼のように立ち上がることでジェット機のような形となる。膝と2本指の足には強力なバネを持つが、その秘密は解明されていない。
両手の先はそれぞれ縦半分に割ったドリルのような形状となっており、両手を合わせることで万能削岩ドリルとして使用できる。ドリルはそのまま武器になるほか、地中を高速で移動して奇襲するなどの方法にも使われる。左右に開いた口からは高熱を帯びた地熱ナパーム弾（地熱ナパーム）、角の先端からは黄色い稲妻状のレーザー殺獣光線を放つ（どちらも、発射前には角が黄色く発光する）。羽根を用いて風速1千メートルの風を起こす。低空飛行で角から突撃する戦法も得意とする。
人類の第2回地下水爆実験によってシートピア海底王国の北地区が全滅するなどの被害を受けたため、シートピア人はメガロを鉄槌として地上へ送り込むと、伊吹吾郎から強奪したジェットジャガーに案内させながら破壊活動を行うが、彼らの活躍によってジェットジャガーが奪還されたため、メガロは一時的に暴走する。
その後、自我を持って巨大化したジェットジャガーと戦い始めたメガロは、やや形勢不利となったところへ応援に来たガイガンとの2頭がかりでジェットジャガーを追い詰める。しかし、ゴジラの出現によってタッグマッチ戦となった激闘の末に敗れ、シートピア海底王国へ退散する。
造形
造形は安丸信行と小林知己。スーツはウレタン製。背中の羽根は風呂マットに使うハードスポンジ（硬質ウレタン）製で、内側の血管状のディテールは毛糸を貼って表現している。目はアクリル、角・歯・両手のドリルはFRPで作られた。ドリルの原型は、当時新人であった小林が手掛けた。チャックは腹についている。背中の羽根を広げて羽ばたかせることも可能だが、操演の手間がかかることから、動かすことはほとんどなかった。触角の形状は、同年に放送された東宝制作の特撮テレビドラマ『流星人間ゾーン』に登場するガロガバラン星人と共通している。
1尺サイズの飛び人形も制作された。

撮影・演出
スーツアクターは伊達秀人。
飛び跳ねるシーンは操演で表現している。特技監督の中野昭慶は、昆虫だから飛ぶという発想で、子供には好評であったが大人の目には奇妙に写ったかもしれないといい、巨大感が薄れたことなども反省点であったと述べている。

## 『ゴジラアイランド』のメガロ
X星人の操る昆虫怪獣。
ややコミカルな演出がなされており、デストロイアの子分のような立ち回りを演じている。武器は角からの殺獣レーザー光線と口からの地熱ナパーム。
最初はバトラと共に飛来し、モスラ、ラドン、モゲラ、メカゴジラと空中戦を展開する。続いてゴジラジュニアをマタンゴ島に誘拐し、モゲラによって倒される。その後はGガードの科学技術班によって再生され、「怪獣刑務所」に収監されるが、脱獄した後はデストロイアとタッグを組むことが多くなる。物語終盤では、酸素がなくても活動できるように遺伝子操作される。「G島の秘密編」でデストロイアとともに宇宙へ逃走した後は登場しておらず、消息は明らかになっていない。
- 全敵怪獣の中では、最も多くのエピソードに登場する。[独自研究?]
- 造形物はバンダイのソフビ人形東宝怪獣シリーズ[65]。
- ランデスがデストロイアと並んで一番使った怪獣である[66]。

## その他の作品
- 『ゴジラ×メカゴジラ』（2002年）の背景設定として製作補の山中和史により執筆された「特生自衛隊前史」では、劇中世界の1973年に出現したとされる[67]。
- 漫画『怪獣王ゴジラ』では、悪の科学者であるマッド鬼山がかつてのメガロを改造した設定で登場。
- アニメ映画『GODZILLA 怪獣惑星』の前日譚を描く小説『GODZILLA 怪獣黙示録』では、人類がアフリカ大陸を失う最後の一手を突きつけた怪獣として登場。2012年に同大陸の西海岸から初上陸して横断し、無数の小国を壊滅に追いやって海中へ姿を消した後、2022年には南アフリカ共和国に出現して壊滅させた[68]。2029年には核戦争から復興中のインドやパキスタンに現れて両国を蹂躙し、フィリピンにて暴れ回って北上した後、日米共同の防衛線を突破して日本の沖縄のブルービーチに上陸するが、万座毛から出現したキングシーサーと相打ちになって倒れる[69]。
- 『幻星神ジャスティライザー』に登場する宇宙巨獣スカラベレスは、メガロのオマージュとなっている[70]。
- 白組のCGクリエイターの上西琢也による短編作品『ゴジラVSメガロ』には、街を蹂躙していくゴジラのもとへ地下からメガロが登場して交戦する（詳細はゴジラ#G vs.Gシリーズを参照）。なお、ゴジラ共々CGで描写されているが、その動きについてはバーチャルYouTuberと同様のVR機器によるモーションキャプチャが導入されているほか、メガロの意匠や鳴き声にはバトラの要素も込められている[71]。